# Obermoschel

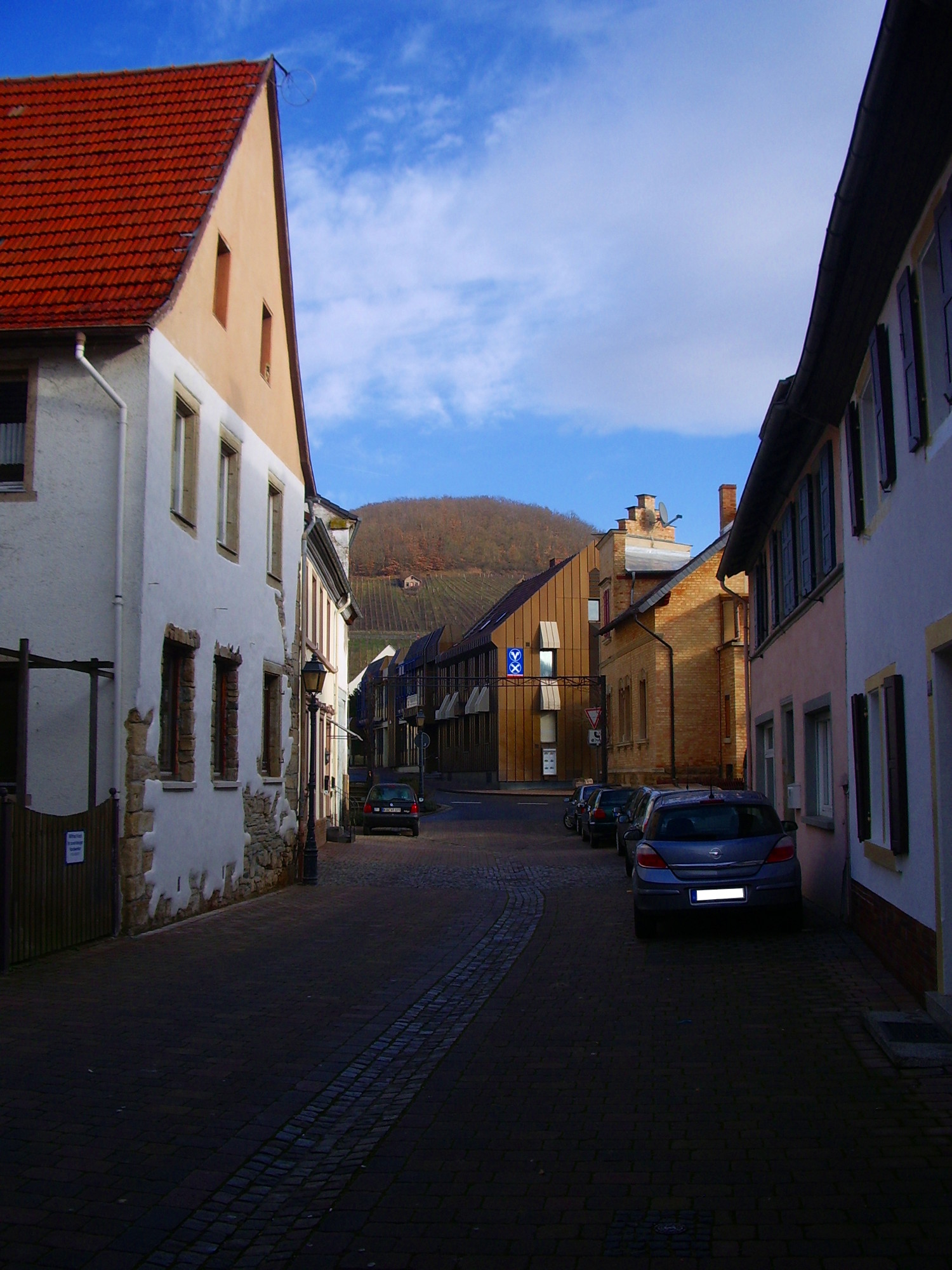
Die Wilhelmstraße mit dem Selberg im Hintergrund

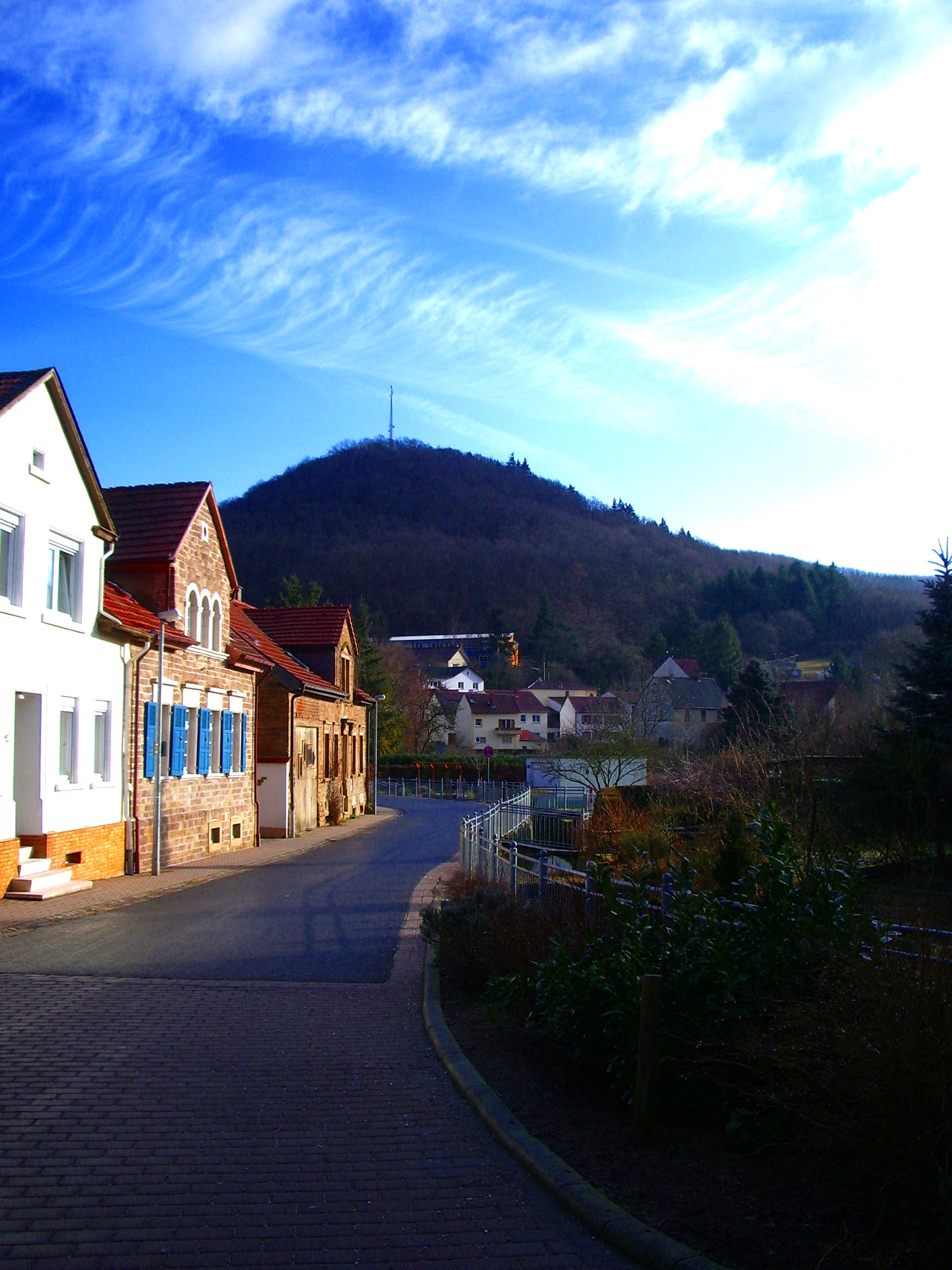
Die Kanalstraße mit dem Landsberg im Hintergrund

Obermoschel ist mit rund 1000 Einwohnern die kleinste Kommune im Donnersbergkreis in Rheinland-Pfalz, die Stadtrecht besitzt. Zudem ist sie die kleinste Stadt in der Pfalz. Sie gehört der Verbandsgemeinde Nordpfälzer Land an, die ihren Verwaltungssitz in Rockenhausen und eine Verwaltungsstelle in Alsenz hat. Obermoschel ist gemäß Landesplanung als Grundzentrum ausgewiesen. Sowohl gemessen an der Einwohnerzahl als auch an der Gemarkungsfläche zählt Obermoschel zu den kleinsten Städten Deutschlands.

## Geographie

### Lage
Obermoschel liegt im Nordpfälzer Bergland zwischen Bad Kreuznach im Nordnordosten, Rockenhausen im Südsüdosten und Bad Sobernheim im Nordwesten. Zu Obermoschel gehören zusätzlich die Wohnplätze Kahlforsterhof und Gaststätte Waldhaus. Angrenzende Gemeinden sind – im Uhrzeigersinn – Hallgarten, Niedermoschel, Sitters, Unkenbach, Lettweiler und Duchroth. Eine weitere Nachbargemeinde ist das südlich gelegene Schiersfeld.

### Erhebungen
Die Stadt wird von den vier Bergen Steinhübel, Selberg, Moschellandsberg (auch Landsberg oder Schloßberg) und Kahlforster Höhe eingerahmt.

### Gewässer
Die Stadt wird in West-Ost-Richtung von der Moschel durchflossen. Vor Ort nimmt sie nacheinander von links den Unkenbach, den Windbach, den Sauerborngraben und den Katzbach auf.

### Geologie
Vor Ort kommen die Minerale Moschellandsbergit (mit der Grube Carolina als Typlokalität), Skutterudit, Nickelskutterudit und Violarit vor.

## Geschichte

### Mittelalter und frühe Neuzeit
Im Mittelalter gehörten Obermoschel und die Landsburg den Grafen von Veldenz, die beides vom Hochstift Worms zu Lehen trugen. Vermutlich hatten die Veldenzer dieses Lehen im frühen 12. Jh. von ihren Vorfahren, den Emichonen, geerbt. Ein Ort „Moschel“ wird erstmals 1112 erwähnt. Diese Erwähnung bezieht sich aber vermutlich – anders als vielfach angenommen – nicht auf Obermoschel, sondern auf Niedermoschel.
Am 7. September 1349 wurde Obermoschel von König Karl IV. zur Stadt erhoben und erhielt Marktrechte.
Text der Urkunde: „die Stat ze Mosscheln under Landspurch mit allen den Rechten, freiheiten und guten gewonheiten, in aller der geschiecht und weyse, als dez Richs Stat ze Lutter (Kaiserslautern) seliger gedechtnüsze von keysern und küngen, sinen voruarn an dem Riche, und ouch von im gefriet ist, und als si die selben Recht, freyung und gewonheit biz her gehabt vnd gebracht hat“.
Nach dem Aussterben der Grafen von Veldenz kamen Obermoschel und die Landsburg im Jahre 1444 an das Herzogtum Pfalz-Zweibrücken, bei dem es bis Ende des 18. Jahrhunderts; dort unterstand die Stadt dem Oberamt Meisenheim und dem Amt Landsberg.

### Seit 1800
Von 1798 bis 1814, als die Pfalz Teil der Französischen Republik (bis 1804) und anschließend Teil des Napoleonischen Kaiserreichs war, war Obermoschel Teil des Departement Donnersberg und Sitz des gleichnamigen Kantons sowie der gleichnamigen Mairie, die zusätzlich fünf weitere Gemeinden umfasste. 1815 hatte Obermoschel 794 Einwohner. Im selben Jahr wurde der Ort Österreich zugeschlagen. Anschließend wechselte der Ort in das Königreich Bayern. Von 1818 bis 1862 war Obermoschel Bestandteil des Landkommissariat Kirchheim, das anschließend in ein Bezirksamt umgewandelt wurde. In Obermoschel organisierte Victor Schily im Juni 1849 das „erste Bataillon der Pfälzer Volkswehr“.
Am 1. Dezember 1900 wechselte Obermoschel in das neu geschaffene Bezirksamt Rockenhausen. Ab 1939 war die Stadt Bestandteil des Landkreises Rockenhausen. Im Jahr 1943 wurde das bereits aus dem Mittelalter bekannte Silber-Quecksilber-Erz Moschellandsbergit (früher Hartsilber) nach seinem Fundort Moschellandsberg benannt und anerkannt. In der Grube Backofen am Moschellandsberg wurde 1984 ein unbekanntes Mineral gefunden und 1985 als Moschelit von der IMA anerkannt. Siehe auch: Liste von Bergwerken in der Pfalz.
Nach dem Zweiten Weltkrieg wurde Obermoschel innerhalb der französischen Besatzungszone Teil des damals neu gebildeten Landes Rheinland-Pfalz. Im Zuge der ersten rheinland-pfälzischen Verwaltungsreform wechselte die Stadt 1969 in den neu gebildeten Donnersbergkreis; drei Jahre später wurde Obermoschel in die ebenfalls neu entstandene Verbandsgemeinde Alsenz-Obermoschel eingegliedert. Zum 1. Januar 2020 wechselte die Stadt in die neu geschaffene Verbandsgemeinde Nordpfälzer Land.

### Einwohnerentwicklung
| Obermoschel: Einwohnerzahlen von 2012 bis 2024 | Obermoschel: Einwohnerzahlen von 2012 bis 2024 | Obermoschel: Einwohnerzahlen von 2012 bis 2024 | Obermoschel: Einwohnerzahlen von 2012 bis 2024 | Obermoschel: Einwohnerzahlen von 2012 bis 2024 |
| ---------------------------------------------- | ---------------------------------------------- | ---------------------------------------------- | ---------------------------------------------- | ---------------------------------------------- |
| Jahr                                           |                                                |                                                |                                                | Einwohner                                      |
| 2012                                           | 2012                                           |                                                | 1.066                                          | 1.066                                          |
| 2015                                           | 2015                                           |                                                | 1.067                                          | 1.067                                          |
| 2020                                           | 2020                                           |                                                | 1.056                                          | 1.056                                          |
| 2024                                           | 2024                                           |                                                | 1.065                                          | 1.065                                          |
| Quelle(n): statistik.rlp.de                    |                                                |                                                |                                                |                                                |

## Religion
Die Katholiken gehören zum Bistum Speyer und unterstehen dort dem Dekanat Donnersberg, die Evangelischen zur Protestantischen Landeskirche Pfalz. Lediglich während der französischen Zeit von 1802 bis 1817 gehörte Obermoschel katholischerseits zum Bistum Mainz. Die Stadt ist Sitz eines protestantischen Dekanats.
Am Kirchplatz sind die Portalsteine der 1844 erbauten und 1938 zerstörten Synagoge ausgestellt. Am 22. Oktober 1940 wurden die in Obermoschel lebenden Juden im Zuge der Wagner-Bürckel-Aktion deportiert.

## Politik

### Stadtrat

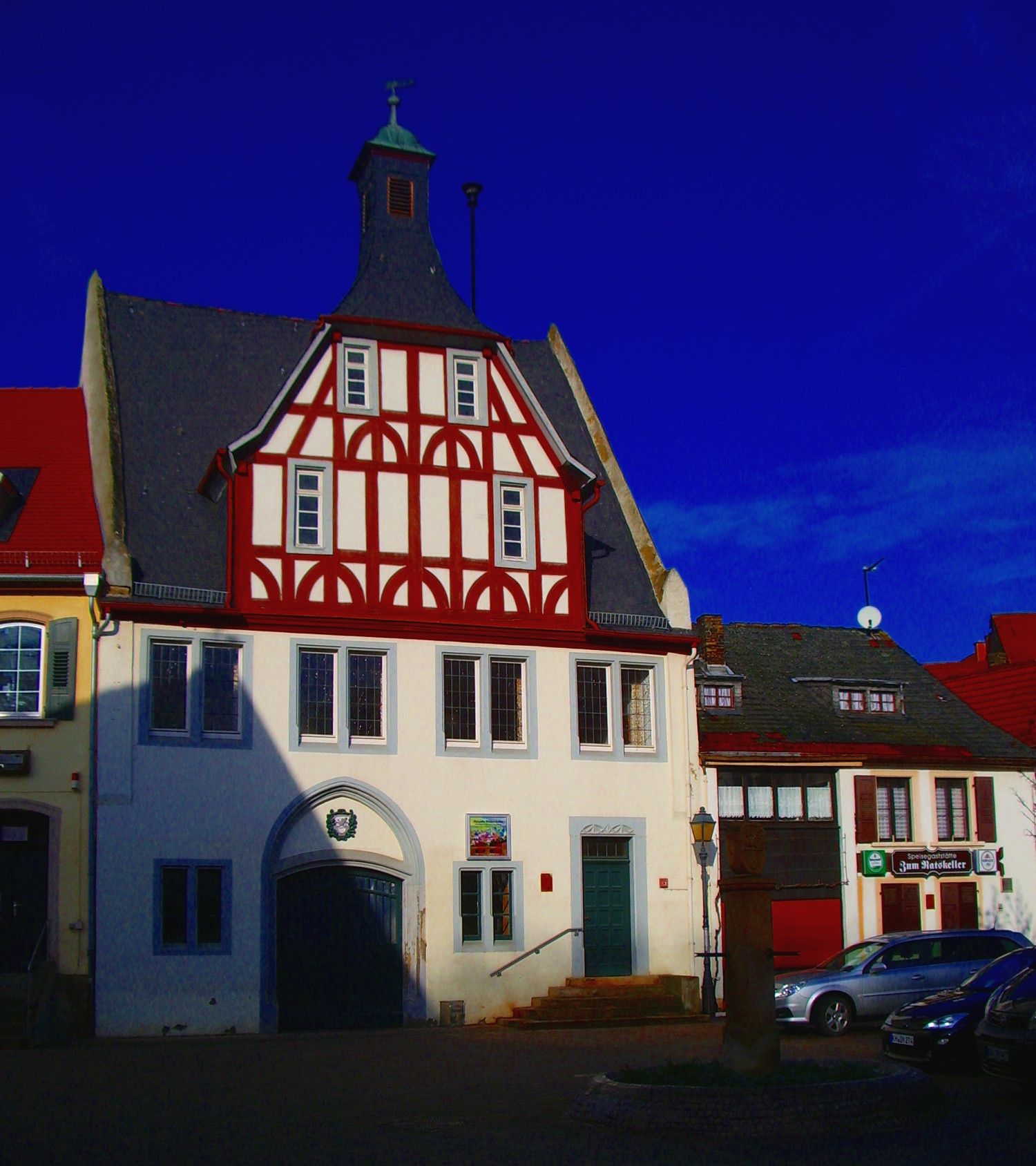
Rathaus und Marktplatz

Der Stadtrat in Obermoschel besteht aus 16 Ratsmitgliedern, die bei der Kommunalwahl am 9. Juni 2024 in einer Mehrheitswahl gewählt wurden, und dem ehrenamtlichen Ortsbürgermeister als Vorsitzendem.
Die Sitzverteilung im Stadtrat:
| Wahl | CDU               | WG 1              | WG 2              | WGR               | WGB               | Gesamt   |
| ---- | ----------------- | ----------------- | ----------------- | ----------------- | ----------------- | -------- |
| 2024 | per Mehrheitswahl | per Mehrheitswahl | per Mehrheitswahl | per Mehrheitswahl | per Mehrheitswahl | 16 Sitze |
| 2019 | −                 | −                 | −                 | 6                 | 10                | 16 Sitze |
| 2014 | per Mehrheitswahl | per Mehrheitswahl | per Mehrheitswahl | per Mehrheitswahl | per Mehrheitswahl | 16 Sitze |
| 2009 | 4                 | 11                | 1                 | –                 | –                 | 16 Sitze |
| 2004 | 4                 | 9                 | 3                 | –                 | –                 | 16 Sitze |

- WGR = Wählergruppe Ruppert
- WGB = Wählergruppe Beisiegel

### Ortsbürgermeister
Piotr Fidurski (Einzelbewerber) wurde am 30. Juni 2025 Ortsbürgermeister von Obermoschel. Bei der Direktwahl am 22. Juni 2025 hatte er sich mit 62,26 % gegen drei weitere Bewerber durchgesetzt.
Fidurskis Vorgänger Ralf Beisiegel (WGB) hatte das Amt 2019 wieder übernommen, nachdem er es bereits von 1999 bis 2003 ausgeübt hatte. Bei der Direktwahl am 26. Mai 2019 war er mit einem Stimmenanteil von 57,30 % gewählt worden. Er wurde Nachfolger von Holger Weirich, der nach 15 Jahren als Bürgermeister nicht mehr kandidiert hatte. Bei der Direktwahl am 9. Juni 2024 wurde er bei einer Wahlbeteiligung von 62,6 % mit einem Stimmenanteil von 51,5 % im Amt bestätigt und setzte sich dabei gegen seinen Herausforderer Frank Wagner durch. Anfang März 2025 kündigte Beisiegel an, sein Amt zum 30. Juni 2025 vorzeitig niederzulegen, wodurch eine Neuwahl erforderlich wurde.

### Wappen
| Wappen von Obermoschel                 |
| Das Wappen enthält eine Jakobsmuschel. |

## Kultur und Sehenswürdigkeiten

### Kulturdenkmäler

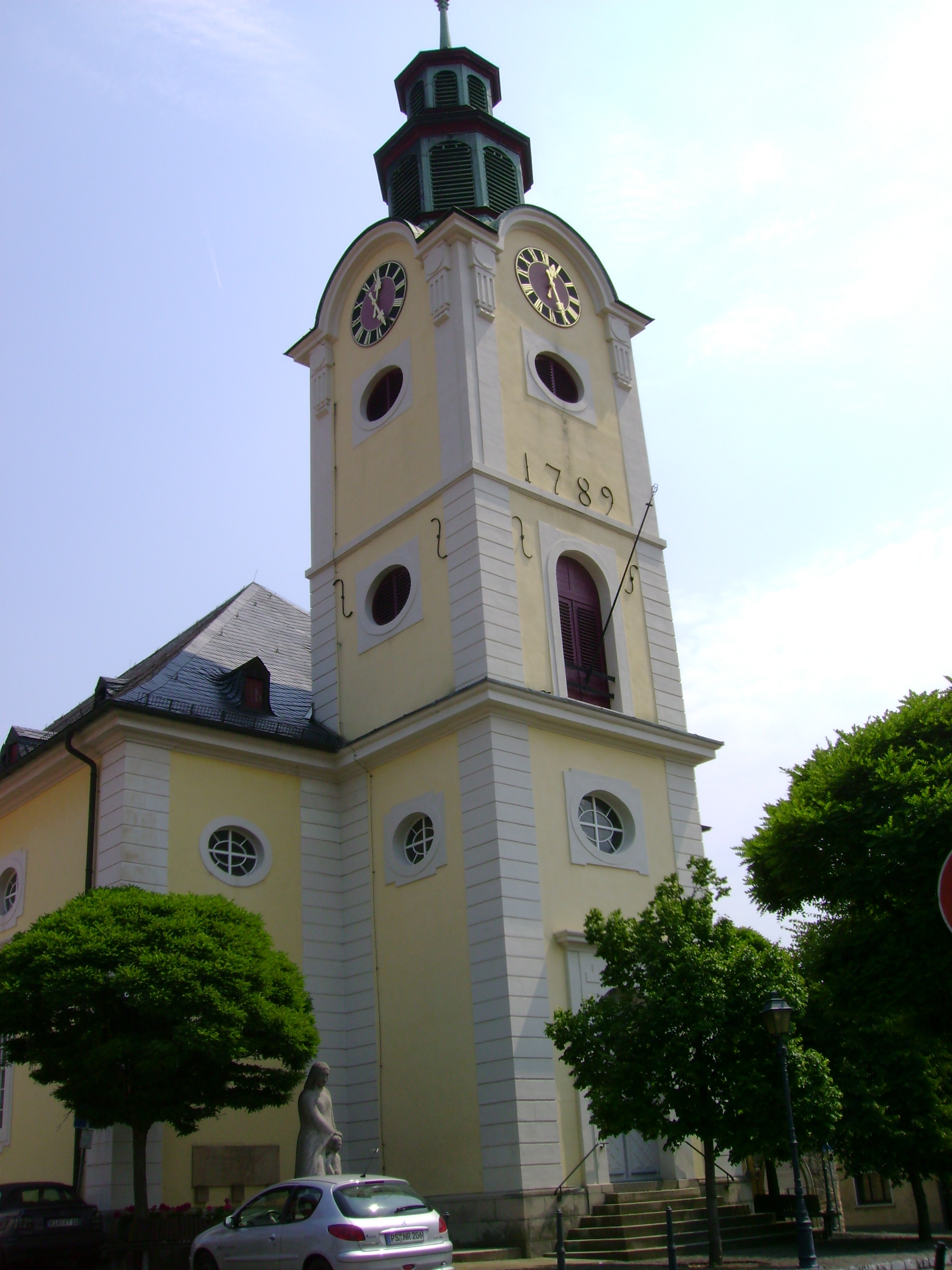
Die protestantische Kirche am Kirchenplatz

Die Altstadt, der jüdische Friedhof, die Quecksilbergrube Carolina und die Burgruine Landsberg sind jeweils als Denkmalzonen ausgewiesen. Die beiden letztgenannten befinden sich auf dem Moschellandsberg.
In der Stadt sind mehrere alte Gebäude erhalten. Dazu gehören das um 1510 erbaute Rathaus, ebenso wie das alte Gefängnis und das ehemalige Amtsgericht. Neben dem Rathaus befindet sich die Gaststätte Ratskeller, das älteste Wirtshaus in der Nordpfalz. Ein klassisches Baudenkmal der Renaissance ist das Schuck'sches Haus, eines der ältesten Häuser in Rheinland-Pfalz. Von der alten Stadtmauer ist nur das Peterstürmchen aus dem 14./15. Jahrhundert erhalten.
Die protestantische Kirche wurde von 1785 bis 1789 erbaut. Die Katholische Kirche Mariä Himmelfahrt stammt aus dem Jahr 1866.

### Natur
Vor Ort befinden sich insgesamt zwei Naturdenkmale, darunter der im Norden der Gemarkung liegende Menhir von Obermoschel.

### Freizeit- und Sportanlagen
In Obermoschel stehen den Einwohnern diverse Sportanlagen zur Verfügung. Dazu gehören ein Sportplatz, ein Schützenhaus, mehrere Tennisplätze sowie Hallenbad und Sauna im Burg-Hotel Kreis. In der Talaue Richtung Sitters befindet sich das große Mehrgenerationengelände.

### Regelmäßige Veranstaltungen
Auf der Burg findet jedes Jahr am 1. Mai das Wanderfest und am ersten Wochenende im Juni ein großer Mittelaltermarkt statt. Die Kerwe ist immer am 2. Wochenende im August und das Weinfest auf dem historischen Marktplatz am ersten Wochenende im September. Der große Herbstmarkt mit verkaufsoffenem Sonntag findet am zweiten Sonntag im Oktober statt. Rund um den Marktplatz wird am ersten Advent am Samstag und Sonntag der Weihnachtsmarkt veranstaltet.

### Medien
Zeitweise war in Obermoschel ein Füllsender für Radio Donnersberg geplant; dies wurde jedoch nicht realisiert.

## Wirtschaft und Infrastruktur

### Wirtschaft
Weinbau

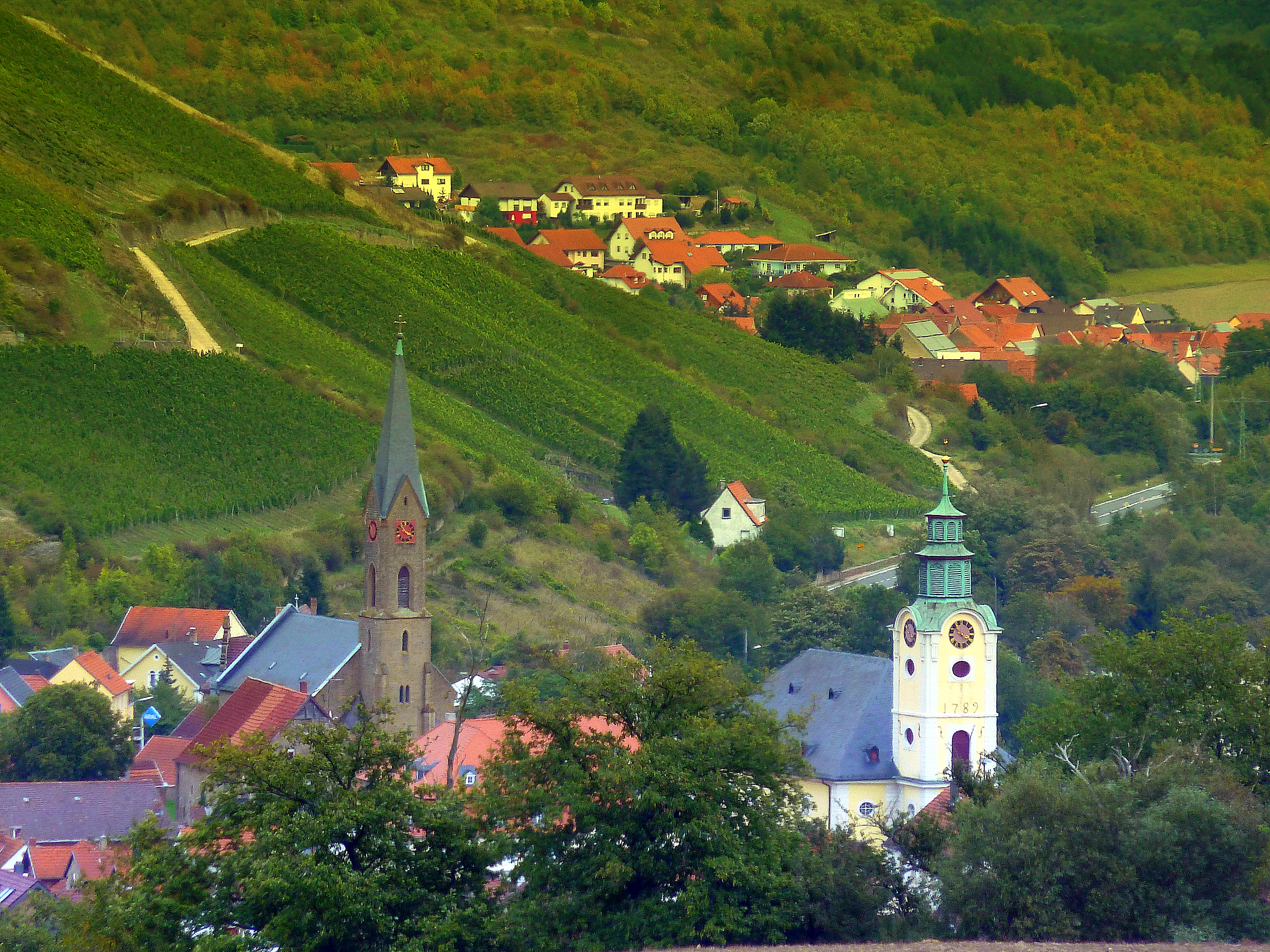
Weinberge vor Ort

Obermoschel besitzt eine lange Weinbautradition und gehört zum Weinbaugebiet Nahe. Heutzutage gibt es aber nur noch wenige Winzer. Die Reben wachsen meist auf schwer zu bewirtschaftenden Steillagen, deren vulkanische Schieferböden zu einem besonderen Charakter der Weine beitragen. Am Selberg gibt es einen Weinlehrpfad.
Bergbau
Ab dem 15. Jahrhundert wurden auf dem Moschellandsberg Quecksilbererze abgebaut. Die umfangreichen Anlagen der Erzaufbereitung sind alle bis auf die Fundamente abgetragen. Nur das Bet- und Zechenhaus der „Combinierten Landsberger Quecksilberwerke“ aus dem Jahr 1758 ist erhalten.

### Verkehr
Die Lokalbahn Alsenz–Obermoschel wurde am 1. Oktober 1903 eröffnet und verband den Ort mit Alsenz und der dortigen Alsenztalbahn. Aufgrund der geringen Nachfrage wurde die Bahnstrecke jedoch bereits 1935 wieder geschlossen. Nächstgelegener Bahnhof ist seither in Alsenz an der Alsenztalbahn. Die Gemeinde ist über die KRN-Buslinie 221 Bad Kreuznach – Alsenz und die von Behles Bus betriebene Buslinie 915, die von Alsenz nach Waldgrehweiler verläuft, an das Nahverkehrsnetz angebunden. Der Nahverkehr war ab 2000 im Westpfalz-Verkehrsverbund (WVV) organisiert, der seit Sommer 2006 vollständig in den Verkehrsverbund Rhein-Neckar (VRN) integriert ist.
Die Bundesstraße 420, die von Nierstein bis nach Ottweiler verläuft, verbindet Obermoschel mit dem überregionalen Straßennetz. In Nord-Süd-Richtung führt die Landesstraße 379 durch die Stadt, die von Bad Münster bis nach Dörrmoschel verläuft. Die Kreisstraße 17 führt auf den Moschellandsberg und die Kreisstraße 20 nach Lettweiler.

### Militär
Im Juli 1945 war das französische 3e régiment de chasseurs d’Afrique in der Stadt untergebracht.

### Einrichtungen
Während der Zugehörigkeit zu Frankreich war die Stadt Sitz eines Friedensgerichts, das dem Tribunal erster Instanz Kaiserslautern unterstand. Bis 1966 war Obermoschel zudem Sitz eines Amtsgerichts. Die Stadt besitzt eine Grundschule und einen Kindergarten. Der Landesverband Rheinland-Pfalz der Schutzgemeinschaft Deutscher Wald betreibt vor Ort eine Umweltakademie.

### Tourismus
Mitten durch die Stadt verläuft der mit einem weißen Kreuz markierte Fernwanderweg Nahegau-Wasgau-Vogesen. Durch den Norden der Gemarkung führt ein Wanderweg, der mit einem blauen Kreuz gekennzeichnet ist. Um die Stadt herum sind diverse Wander- und Nordic-Walking Strecken ausgeschildert. Am Landsberg befindet sich der Geo-Kulturpfad. Hinzu kommt noch ein Windlehrpfad, ebenso verläuft der Prädikatswanderweg Pfälzer Höhenweg durch Obermoschel.

## Persönlichkeiten

### Ehrenbürger
- Maximilian Neu, Bürgermeister von Obermoschel
- Richard Müller (1861–1924), Heimatdichter

### Söhne und Töchter der Stadt

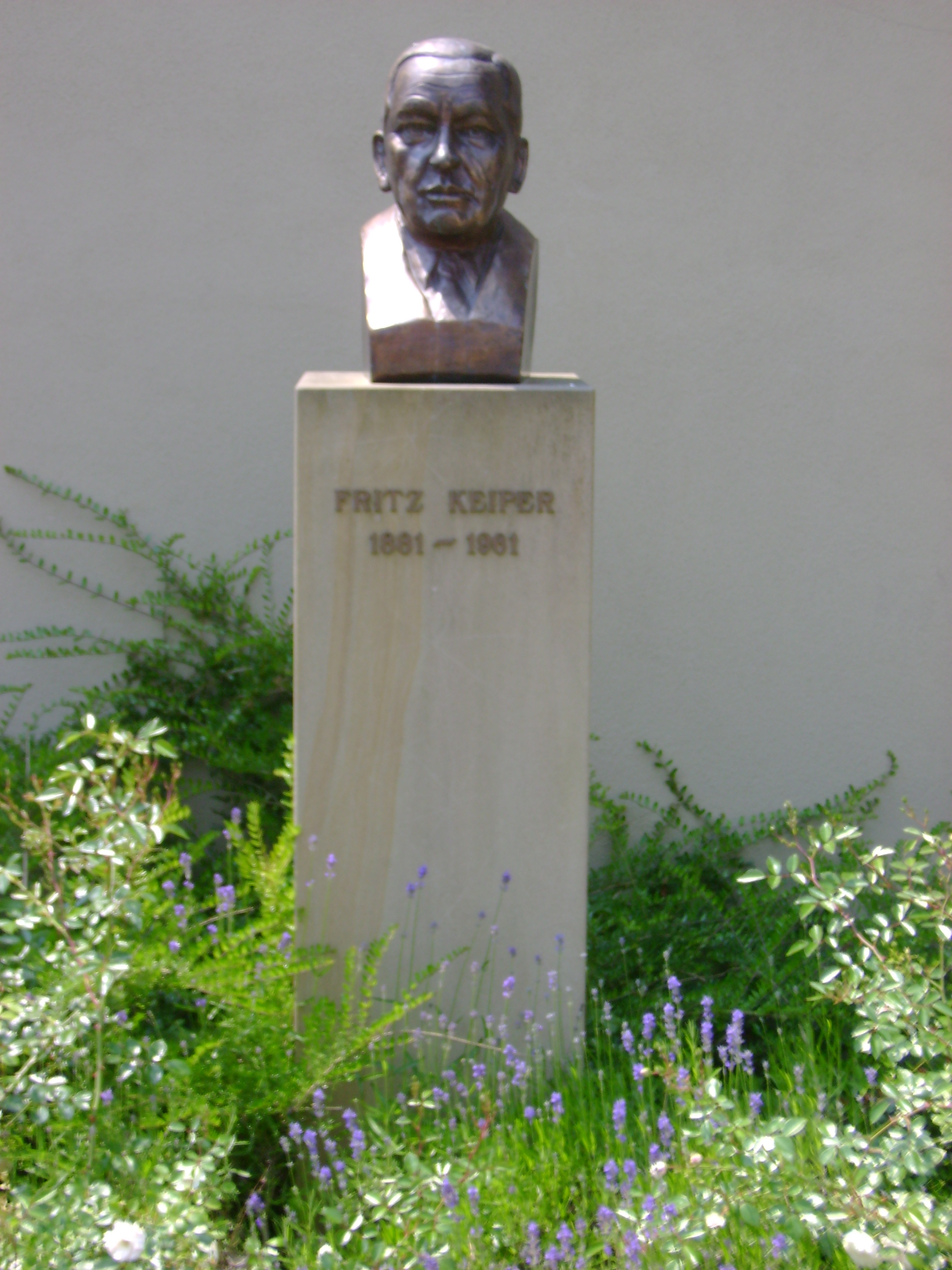
Büste von Fritz Keiper neben seinem Geburtshaus in Obermoschel

- Jonas Meisterlin (1585–1663), Jurist und pfälzischer Gesandter zum Reichstag in Regensburg sowie zu den Friedensverhandlungen (Westfälischer Friede 1648)
- Johann Schumacher (1812–1858), Politiker
- Emil Schandein (1840–1888), Unternehmer
- August Rauber (1841–1917), deutscher Anatom
- Richard Müller (1861–1924), Heimatdichter
- Ludwig Eid (1865–1936), Leiter der katholischen Lehrerbildungsanstalt Speyer, Ritter des Päpstlichen St. Silvesterordens und bayerisch-pfälzischer Historiker.
- Fritz Keiper (1881–1961), Unternehmer und Gründer der Firma Keiper
- Ludwig Mader (1883–1956), Philologe
- Otto Frank (1900–1963), Politiker (NSDAP, FDP)
- Otto Rumpf (1902–1984), Bildhauer
- Werner Trautmann (1913–2007), Maler
- Werner Hublitz (1926–2004), Politiker (SPD)

### Personen, die vor Ort gewirkt haben
- Johann Carl Bonnet (1737–1786), Dichter und Pfarrer, starb vor Ort
- Philipp Heinrich Hellermann (1728–1806), entwarf das protestantische Pfarrhaus
- Victor Schily (1811–1875),  Rechtsanwalt und Revolutionär, organisierte im Juni 1849 in Obermoschel das „erste Bataillon der Pfälzer Volkswehr“
- Adolf Keltsch (1897–1975), Jurist, war ab 1924 vor Ort Amtsanwalt
- Doris Schachner (1904–1988), Namensgeberin des in der Nähe entdeckten Schachnerit